# Autogneta flumengalei
Autogneta flumengalei är en kvalsterart som beskrevs av Arthur P. Jacot 1939. Autogneta flumengalei ingår i släktet Autogneta och familjen Autognetidae. Inga underarter finns listade.